# Пйотрова-Домброва
Пйотрова-Домброва (пол. Piotrowa Dąbrowa) — село в Польщі, у гміні Краснополь Сейненського повіту Підляського воєводства.
Населення — 67 осіб (2011).
У 1975-1998 роках село належало до Сувальського воєводства.

## Демографія
Демографічна структура станом на 31 березня 2011 року:
|          | Загалом | Допрацездатний вік | Працездатний вік | Постпрацездатний вік |
| -------- | ------- | ------------------ | ---------------- | -------------------- |
| Чоловіки | 34      | 13                 | 16               | 5                    |
| Жінки    | 33      | 5                  | 16               | 12                   |
| Разом    | 67      | 18                 | 32               | 17                   |